# Сирос (коммуна)
Сиро́с (фр. Siros) — коммуна во Франции, находится в регионе Аквитания. Департамент — Атлантические Пиренеи. Входит в состав кантона Лескар, Гав и Тер-дю-Пон-Лон. Округ коммуны — По.
Код INSEE коммуны — 64525.

## География

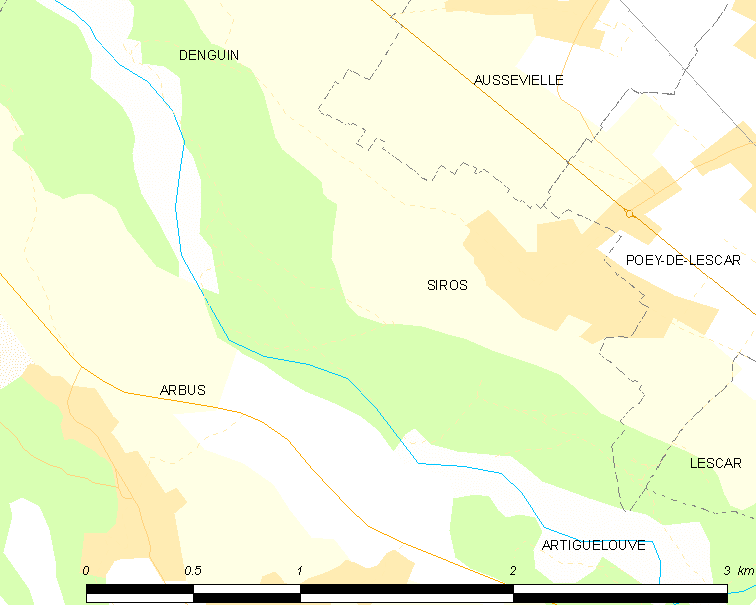
Карта коммуны

Коммуна расположена приблизительно в 650 км к югу от Парижа, в 170 км южнее Бордо, в 11 км к северо-западу от По.
По территории коммуны протекает река Гав-де-По.

### Климат
Климат тёплый океанический. Зима мягкая, средняя температура января — от +5°С до +13°С, температуры ниже −10 °C бывают редко. Снег выпадает около 15 дней в году с ноября по апрель. Максимальная температура летом порядка 20-30 °C, выше 35 °C бывает очень редко. Количество осадков высокое, порядка 1100 мм в год. Характерна безветренная погода, сильные ветры очень редки.

## Население
Население коммуны на 2010 год составляло 618 человек.
| 1962 | 1968 | 1975 | 1982 | 1990 | 1999 | 2010 |
| ---- | ---- | ---- | ---- | ---- | ---- | ---- |
| 203  | 180  | 210  | 282  | 462  | 596  | 618  |

## Администрация
| Период | Период | Фамилия       | Партия | Примечания |
| ------ | ------ | ------------- | ------ | ---------- |
| 1995   | 2001   | Жан Уньё      |        |            |
| 2001   | 2014   | Жоэль Борелло |        |            |
| 2014   | 2020   | Кристоф Пандо |        |            |

## Экономика
В 2010 году среди 445 человек трудоспособного возраста (15-64 лет) 336 были экономически активными, 109 — неактивными (показатель активности — 75,5 %, в 1999 году было 71,0 %). Из 336 активных жителей работали 311 человек (167 мужчин и 144 женщины), безработных было 25 (11 мужчин и 14 женщин). Среди 109 неактивных 38 человек были учениками или студентами, 48 — пенсионерами, 23 были неактивными по другим причинам.

## Достопримечательности
- Церковь Св. Мартина (XIX век)[4]

## Фотогалерея

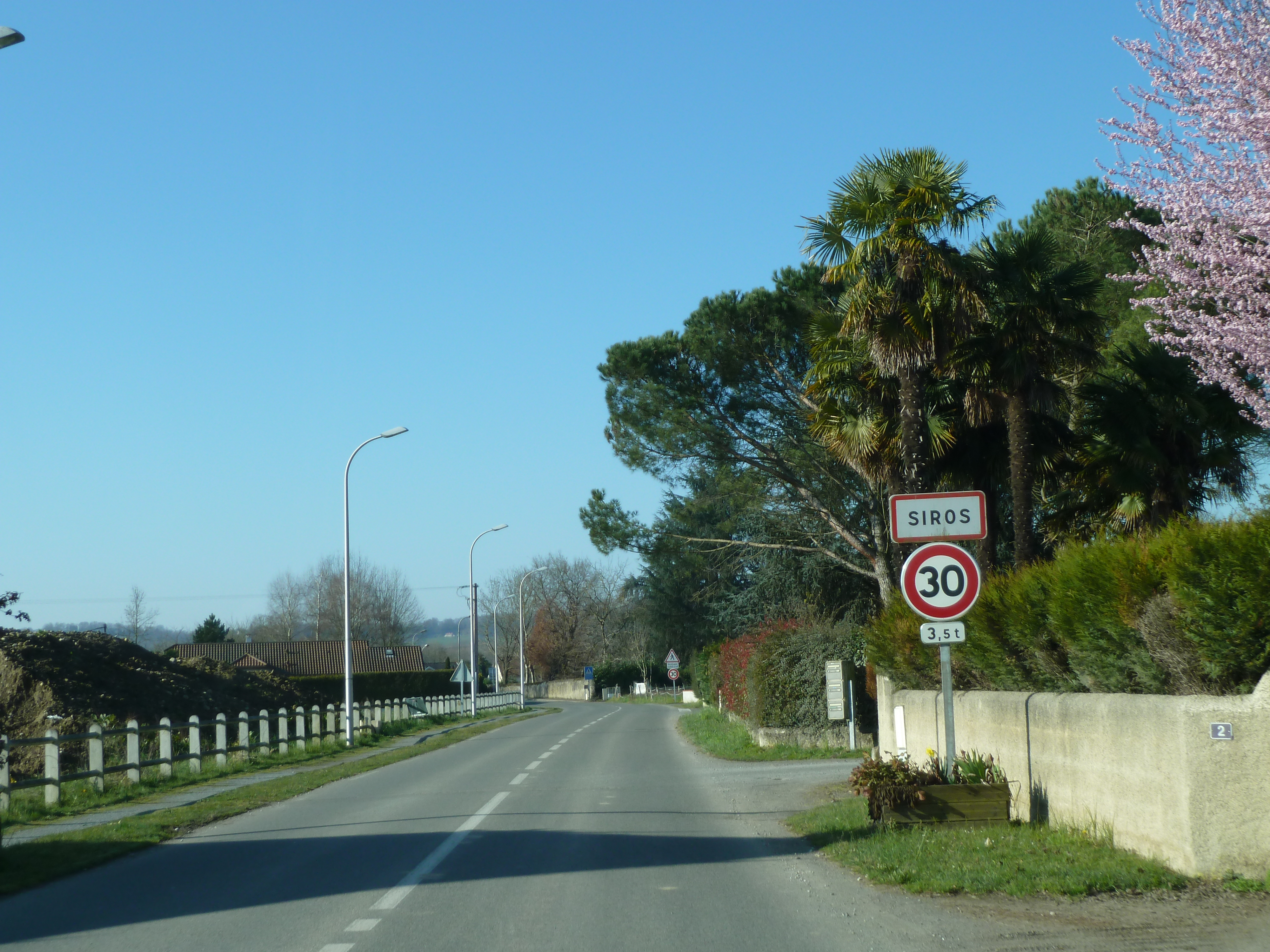
Въезд в Сирос
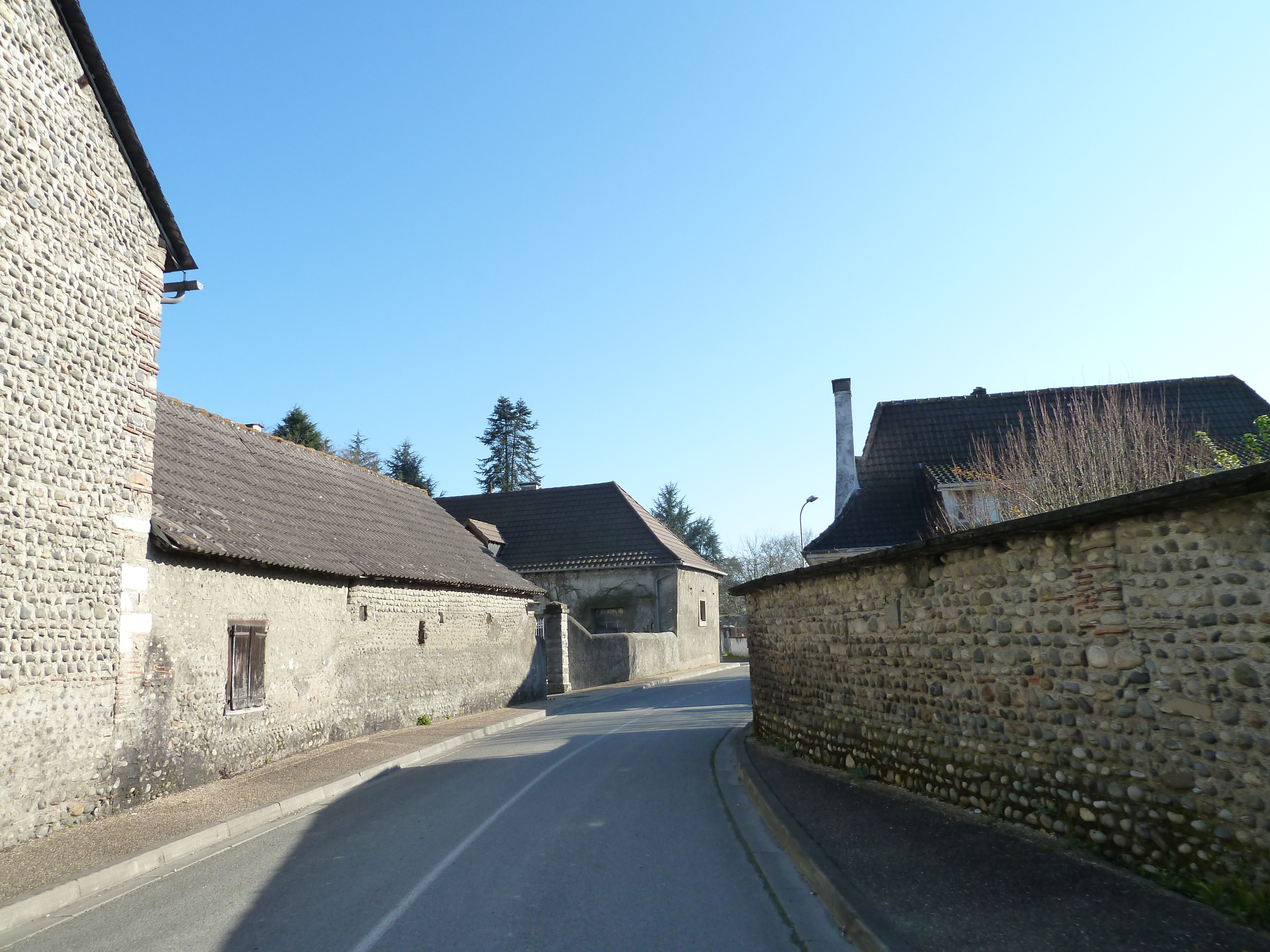
Сирос
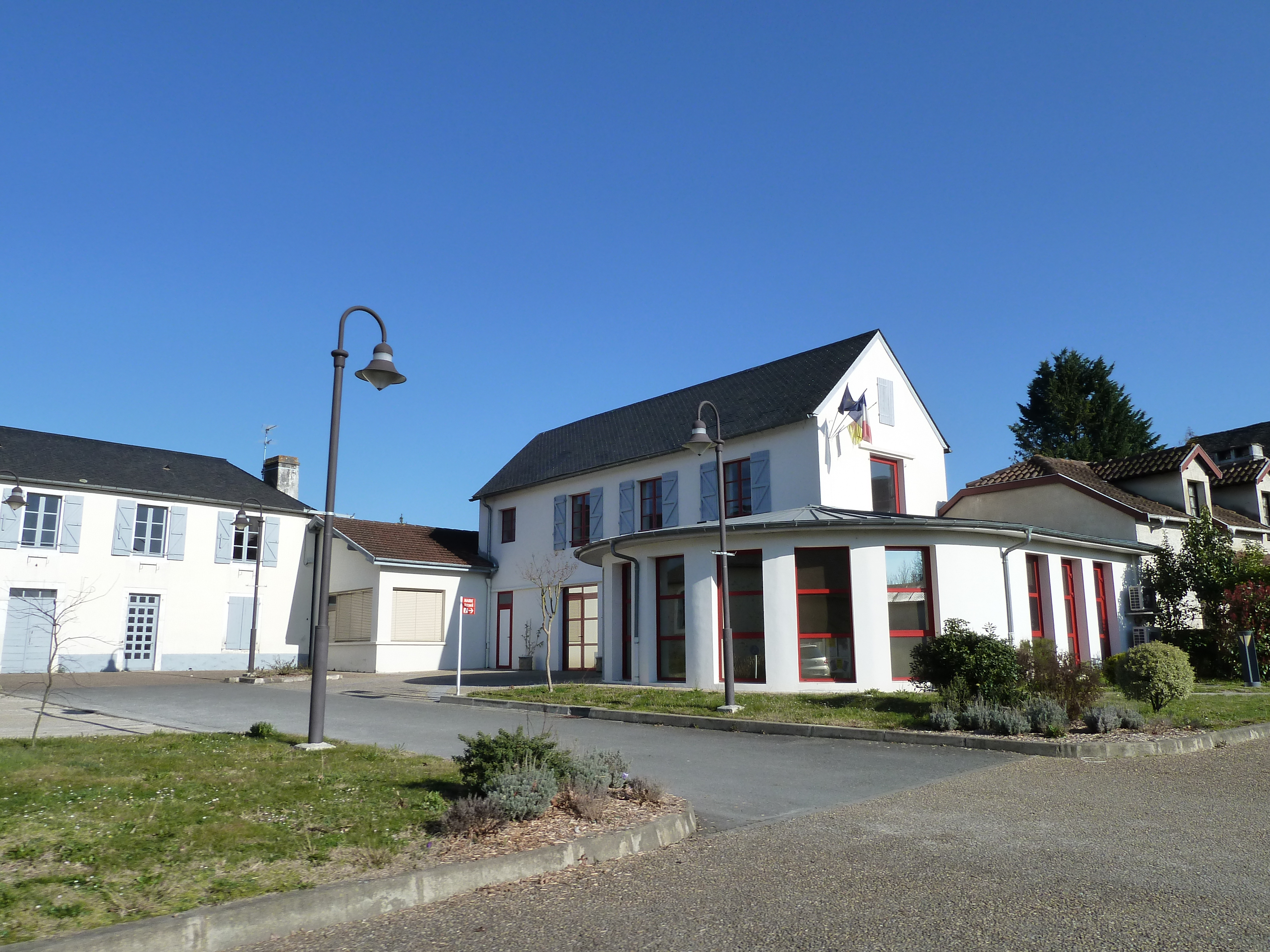
Мэрия
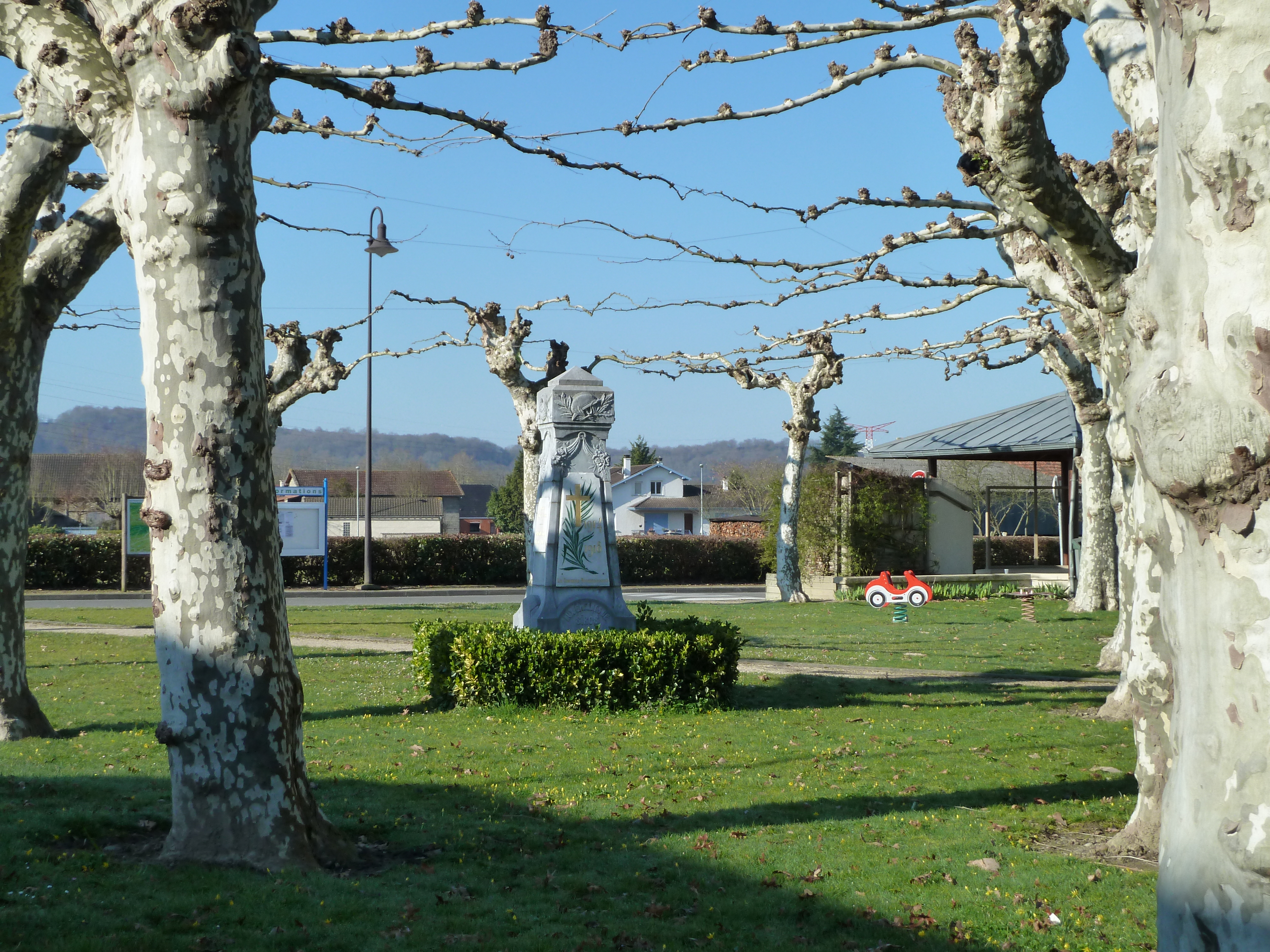
Военный мемориал